# Criștioru de Jos, Bihor
Criștioru de Jos este satul de reședință al comunei cu același nume din județul Bihor, Crișana, România.

## Așezare
Localitatea este situată la poalele Dealului Mare, în sudul județului Bihor pe DN76, la 100 km de Oradea și 100 km de Deva.
Din vârful Dealului Mare, la doar câteva sute de metri de drumul principal, se face un drum în stânga care duce spre cătunele Tomșești, Marinești, Grozești, Bâlc. 

## Personalități
- Radu Țîrle, (n. 1967), om politic, senator